# Благовещенский (Алтайский край)
Благовещенский — упразднённый посёлок в Ребрихинском районе Алтайского края. Входил в состав Яснополянского сельсовета. Исключён из учётных данных в 1981 году.

## География
Располагался в верховье реки Морозиха, приблизительно в 3 километрах (по прямой) к северу от села Ясная Поляна.

## История
Основан в 1921 году. В 1928 году состоял из 90 хозяйств. В административном отношении входил в состав Ясно-Полянского сельсовета Куликовского района Каменского округа Сибирского края.
Решением Алтайского краевого исполнительного комитета от 28.05.1981 года № 194/3 посёлок исключен из учётных данных.

## Население
По данным переписи 1926 года в посёлке проживало 432 человека (213 мужчин и 219 женщин), основное население — русские.